# Liste der Naturdenkmale in Birken-Honigsessen
Die Liste der Naturdenkmale in Birken-Honigsessen nennt die im Gemeindegebiet von Birken-Honigsessen ausgewiesenen Naturdenkmale (Stand 15. Februar 2024).

## Naturdenkmale
| Nr.         | Bezeichnung                              | Lage                                                             | Beschreibung | Bild                                    |
| ----------- | ---------------------------------------- | ---------------------------------------------------------------- | ------------ | --------------------------------------- |
| ND-7132-402 | Linde an der Kirche in Birken            | Birken, Hauptstraße, bei Nr. 203 Lage                            | Tilia sp.    | Direkt Bild zu diesem Denkmal hochladen |
| ND-7132-405 | Eiche in Honigessen, Eisenhardtstrasse   | Honigsessen, westlich des Ortes; Distrikt In der Eisenhardt Lage | Quercus sp.  | Direkt Bild zu diesem Denkmal hochladen |
| ND-7132-406 | Eiche an der alten Schule in Honigsessen | Honigsessen, Hauptstraße, gegenüber Nr. 103 Lage                 | Quercus sp.  | Direkt Bild zu diesem Denkmal hochladen |
| ND-7132-407 | Eiche in Kyllberg                        | Honigsessen, südlich des Ortes; Distrikt Auf dem Killberg Lage   | Quercus sp.  | Direkt Bild zu diesem Denkmal hochladen |
| ND-7132-408 | Eiche an der K 77 in Fahren              | Fahren, nordöstlich des Ortes; Flur Hofwiese Lage                | Quercus sp.  | Direkt Bild zu diesem Denkmal hochladen |
| ND-7132-409 | Eiche mit Kreuz in Uhrigs                | Uhrigs, südlich des Ortes; Flur In den Hundshainen Lage          | Quercus sp.  | Direkt Bild zu diesem Denkmal hochladen |